# گل‌گل سفلی (پلدختر)
گُل‌گُل سفلی (پلدختر)، روستایی از توابع بخش مرکزی شهرستان پلدختر در استان لرستان ایران است.این روستا در 10 کیلومتری شمال پلدختر و در مسیر جاده اصلی پلدختر به خرم آباد واقع است. شغل اصلی اهالی روستا، کشاورزی بخصوص سبزی کاری و باغداری می باشد.

## جمعیت
این روستا در دهستان ملاوی قرار دارد و براساس سرشماری مرکز آمار ایران در سال ۱۳۹۵، جمعیت آن ۶۹۶ نفر (۲۱۷خانوار) بوده‌است.